# The Angel of the Slums
The Angel of the Slums è un cortometraggio muto del 1911 diretto da Joseph A. Golden e interpretato da Pearl White. Dorothy Gibson era una modella passata al cinema (qui al suo secondo film). L'anno seguente diventò famosissima per essere scampata al naufragio del Titanic.

## Produzione
Il film fu prodotto da Siegmund Lubin per la sua compagnia, la Lubin Manufacturing Company.

## Distribuzione
Distribuito dalla General Film Company, il film uscì nelle sale cinematografiche statunitensi il 15 maggio 1911.